# 王军民
王军民（1955年4月—2018年11月12日），男，山东荣成人。山东大学干部专修科科学社会主义专业毕业，华东师范大学国际政治与经济专业研究生班法学硕士、中共中央党校经济管理专业在职研究生学历。

## 生平
1973年12月加入中国共产党。历任山东省烟台市经委主任，中共招远县委书记，烟台市委副书记、市委秘书长、常务副市长，山东省经委副主任，省建委主任、省建设厅厅长等职。2002年6月任山东省人民政府副省长，2007年6月当选中共山东省委常委。2012年5月新任山东省委副书记。2015年8月到龄卸任。
2018年11月12日因病医治无效在济南逝世，享年63岁。